# 柳川大樹
柳川 大樹（やながわ だいき、1989年2月19日 - ）は、元ラグビーユニオン選手。

## 略歴
兄の影響で高校からラグビーを始めた。
2007年、城東高校卒業後、大阪体育大学に入る。なお城東高校時代、花園に1回出場した。
2011年、大阪体育大学卒業後、リコーブラックラムズ(現・リコーブラックラムズ東京)に加入。同年10月29日に行われたジャパンラグビートップリーグ第1節の福岡サニックスブルース戦に先発出場で公式戦初出場を果たす。
同年、7人制日本代表に選ばれる。
2017年4月22日に行われたアジアラグビーチャンピオンシップ2017韓国戦にて先発出場で日本代表初キャップを獲得した。
2023年12月23日、リーグワン2023-24第3節埼玉WK戦で、トップリーグ・リーグワン通算100試合出場を達成（トップリーグ時代は日本選手権などをカウントしない）。
2025年5月、リコーブラックラムズ東京を退団し、現役引退。